# 雨煙別駅

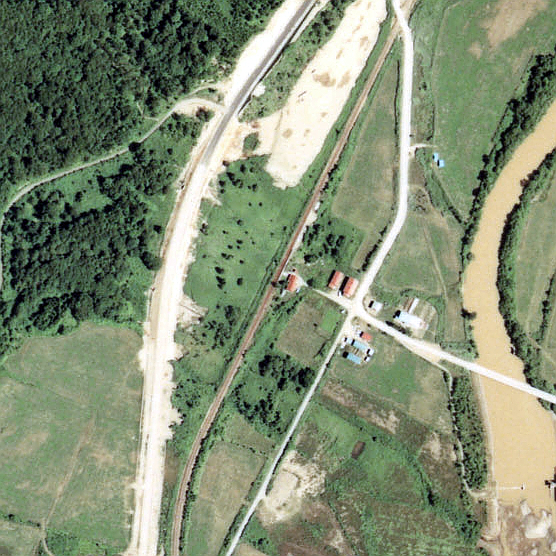
1977年の雨煙別駅と周囲約500m範囲。上が朱鞠内方面。駅前にはまだ民家が残っている。ここは周辺でも有数な三頭山が直前にあり、局地的気象条件が悪かったために開拓地が放棄されてしまった。

雨煙別駅（うえんべつえき）は、北海道（空知支庁）雨竜郡幌加内町字雨煙別にあった北海道旅客鉄道（JR北海道）深名線の駅（廃駅）である。電報略号はウエ。事務管理コードは▲121407。

## 歴史
利用者の減少により、深名線の廃止に先行して1990年（平成2年）に廃止された。

### 年表
- 1931年（昭和6年）
  - 9月15日：鉄道省雨竜線幌加内駅 - 添牛内駅間延伸開通に伴い開業[3]。一般駅[1]。
  - 10月10日：線路名を幌加内線に改称、それに伴い同線の駅となる。
- 1941年（昭和16年）10月10日：線路名を深名線に改称、それに伴い同線の駅となる。
- 1949年（昭和24年）6月1日：公共企業体である日本国有鉄道に移管。
- 1960年（昭和35年）12月10日：貨物・荷物取扱い廃止[1]。
- 1962年（昭和37年）4月1日：業務委託化。
- 1982年（昭和57年）3月29日：無人化[4]。
- 1983年（昭和58年）12月1日：翌年4月20日まで休止となる[1]。以降毎年冬季休止となる[1]。
- 1987年（昭和62年）4月1日：国鉄分割民営化によりJR北海道に継承[1]。同時に臨時駅へ降格（毎年12月1日 - 4月20日の間は全列車通過）[1]。
- 1990年（平成2年）3月10日：冬季休業中のまま廃駅[1]。

### 駅名の由来
当駅近辺の地名より。アイヌ語の「ウェンペッ（wen-pet）」（悪い・川）より。国鉄が発行した『北海道　駅名の起源』では「雨煙別川は断がいが多く、川を伝って歩くのが困難であったため」と紹介しているが、この説についてアイヌ語研究者の山田秀三は「後人の推定であろう」としている。
また、同様の由来を持つ地名は北海道内各地にあるが（植苗、宇遠内など）、何が「悪い」のかは大抵の場合わからない。ここも同様であるとされる。

## 駅構造
廃止時点で、単式ホーム1面1線を有する地上駅であった。ホームは線路の東側（名寄方面に向かって右手側）に存在した。分岐器を持たない棒線駅となっていた。かつては列車交換可能な交換駅であった。
無人駅となっており、有人駅時代の駅舎は積雪による倒壊が原因で解体されていた。1983年（昭和58年）時点では残存しており、構内の東側に位置しホームから少し離れていた。

## 駅周辺
山に囲まれており、周囲の水田はほとんどが休耕地であった。
- 国道275号（空知国道）
- 北海道大学演習林[9]
- 雨竜川[9]
- ウェンベツ川[9]
- 雨煙別の滝[9]
- 三頭山 - 駅の西。標高1009m[9]。頂上が三つに見える山で、駅から望めた[8]。
- 犬牛別山 - 駅の東。標高746m[9]。
- 坊主山 - 駅の東。標高746m[9]。
- ジェイ・アール北海道バス深名線「雨煙別」停留所

## 駅跡
2000年（平成12年）時点では、既に駅附近にあった農業倉庫が1棟残っている状態であった。2010年（平成22年）時点でも同様であった。駅関連施設は全て撤去されている。
廃駅と同時に全ての施設が撤去され、跡形も分からなくなっているが、駅前通りや農業倉庫は今も残る。

## 隣の駅
北海道旅客鉄道（JR北海道）
深名線
上幌加内駅 - （臨）雨煙別駅 - （臨）政和温泉駅
当駅の名寄駅方にあった政和温泉駅も当駅と同時に1990年（平成2年）3月10日に廃止となった。